# 연애 디스토션
《연애 디스토션》(일본어: 恋愛ディストーション)은 이누가미 스쿠네가 그린 만화이다. 오오마에다 신과 미도리카와 나츠메, 에도가와 요이치, 오오츠카 마호와 그들 사이의 연애 이야기를 내용으로 하고 있다.

## 주요 등장인물
- 오오마에다 신(大前田真)

대학생. 애인인 나츠메가 도쿄의 대학으로 진학하려 한다는 이유로 같은 대학을 지망하거나, 나쓰메가 지망대에 떨어지자 1년 동안 원거리 연애를 할 만큼 그녀에게 빠져있다. 그녀를 개처럼 따른다는 이유로 작중에서는 애완견처럼 묘사된다.
- 미도리카와 나츠메(緑川棗)

오오마에다와 같은 대학에 다니는 대학생. 같은 나이지만, 재수하여 오오마에다보다 1년 후배이다. 안경을 쓴다. 성적은 우수하고, 고집이 세다. 어릴 때의 트라우마로 인해 천둥에 약하다.
- 에도가와 요이치(江戸川陽一)

오오마에다와 같은 학교에 다니며, 안경을 쓰고 담배를 피운다. 마호의 옷을 입을 정도로 말랐다. 멍한 분위기의 마호를 자주 괴롭힌다.
- 오오츠카 마호(大塚まほ)

고교 영어 교사. 에도가와가 고등학생일 때 반의 담임이 되었다가, 나중에 우연히 재회해 사귀게 되었다. 에도가와보다 다섯살 연상이지만, 나이에 어울리지 않는 가볍고 순진한 면도 있어 에도가와에게 괴롭혀지는 경우도 많다.

## 같이 보기
- 이누가미 스쿠네